# Hemstedt
Hemstedt is een plaats en voormalige gemeente in de Duitse deelstaat Saksen-Anhalt, en maakt deel uit van de gemeente Gardelegen in de Landkreis Altmarkkreis Salzwedel.
Hemstedt telde begin 2022 184 inwoners, exclusief het andere Ortsteil van Gardelegen Lüffingen, dat samen met Hemstedt een Ortschaft van deze gemeente vormt. Lüffingen had begin 2022 130 inwoners. Zie verder onder Gardelegen.
Algenstedt · Berge · Breitenfeld · Dannefeld · Estedt · Gardelegen Stadt · Hemstedt · Hottendorf · Jävenitz · Jeggau · Jerchel · Jeseritz · Kassieck · Kloster Neuendorf · Köckte · Letzlingen · Lindstedt · Mieste · Miesterhorst · Peckfitz · Potzehne · Roxförde · Sachau · Schenkenhorst · Seethen · Sichau · Solpke · Trüstedt · Wannefeld · Wiepke · Zichtau